# Regioni di formazione stellare di Cassiopea
Le regioni di formazione stellare di Cassiopea sono un'estesa porzione di cielo, ricca di nubi molecolari giganti e di associazioni di stelle blu molto brillanti; il nome deriva dalla costellazione di Cassiopea, nella cui direzione si trovano, se viste dalla Terra. Le strutture galattiche osservabili in questo settore celeste non formano un unico complesso, ma sono in realtà diversi complessi separati da alcune migliaia di anni luce e appaiono sulla nostra linea di vista in successione uno dietro l'altro.
La regione più prossima alla Terra si trova sul margine esterno del Braccio di Orione, il braccio di spirale secondario su cui si trova anche il sistema solare: è composta per lo più da grossi addensamenti di nebulose oscure congiunte col sistema di Cefeo, situate in una posizione molto settentrionale rispetto al piano galattico e osservate per la prima volta da Edwin Hubble.
Le aree maggiormente visibili, nonché molto più estese, si trovano sul Braccio di Perseo, il braccio immediatamente più esterno al nostro, a una distanza di oltre 7000 anni luce; a differenza della precedente, questa regione non ci appare oscurata, poiché giace quasi esattamente sul piano galattico, dove la linea di vista ci appare più sgombra in questa direzione. Qui si trovano alcune estese associazioni OB particolarmente brillanti, alcune delle quali associate ad ammassi aperti ben noti, come M103 e NGC 457, oltre a grandi complessi nebulosi, visibili specialmente sul lato orientale della costellazione e connessi con il celebre Ammasso Doppio di Perseo.

## Osservazione

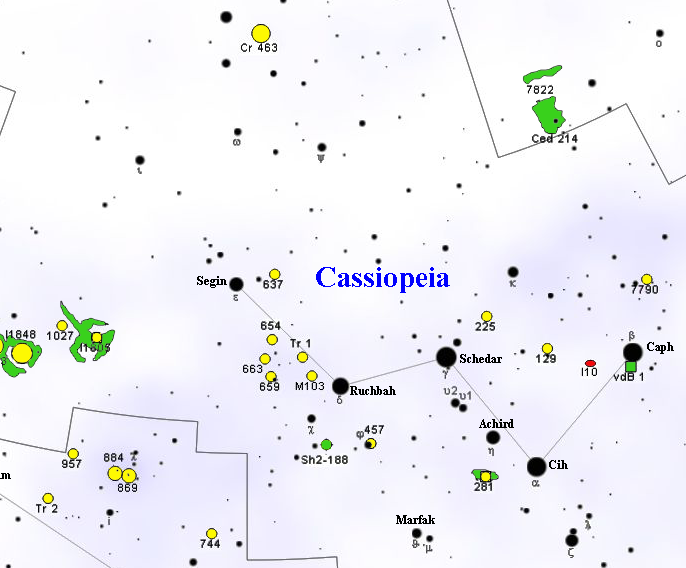
Mappa che ricalca grosso modo l'immagine presente in alto a destra; sono presenti diversi complessi nebulosi isolati, su uno sfondo molto oscurato.

Le regioni di formazione stellare di Cassiopea si trovano in direzione del tratto più settentrionale della Via Lattea, molto in profondità nell'emisfero boreale, nell'omonima costellazione; tuttavia, nonostante le grandi dimensioni, neppure le loro strutture più brillanti sono individuabili ad occhio nudo o con l'ausilio di piccoli strumenti: in questo tratto, infatti, le stelle luminose sono scarse e i campi stellari di fondo sono meno ricchi rispetto ad altre aree del piano galattico; persino la stessa scia luminosa della Via Lattea appare fortemente irregolare e attraversata da grandi bande oscure, a causa della presenza di grossi banchi di polveri oscure che ne schermano la luce retrostante.
Trovandosi a una declinazione molto settentrionale, attorno ai 65°N, la costellazione di Cassiopea (e con essa le sue regioni nebulose) si mostra circumpolare da gran parte dell'emisfero nord; Cassiopea è una delle figure più classiche delle sere autunnali boreali, quando si presenta allo zenit in Canada, Europa settentrionale e Russia. Dall'emisfero australe, invece, la visione è penalizzata e per gran parte delle sue regioni resta sempre al di sotto dell'orizzonte, senza mostrarsi mai.
Le regioni di formazione stellare in Cassiopea più vicine a noi si trovano alcuni gradi a nord dell'equatore galattico. Nessun loro oggetto è individuabile senza l'ausilio di un telescopio: infatti si tratta per lo più di addensamenti di nebulose oscure, in cui spicca di tanto in tanto qualche bozzolo luminoso che brilla di riflessione a causa di una o più stelle vicine; le associazioni di stelle giovani sono allo stesso modo oscurate, al punto che il tratto di cielo in cui sarebbero dovute essere visibili appare come fosse una regione lontana dalla scia chiara della Via Lattea. Diversamente, tutte le regioni stellari del Braccio di Perseo, a oltre 8000 anni luce di distanza, sono perfettamente osservabili anche con un binocolo o un telescopio amatoriale, grazie alla loro posizione sull'equatore galattico, molto meno oscurato: così, la maggior parte degli ammassi aperti visibili in Cassiopea, come il celebre M103, NGC 457 e NGC 663, si trova in questo braccio di spirale, come pure alcune delle nebulose più conosciute del cielo boreale, la Nebulosa Cuore e la Nebulosa Anima, connesse a un'estesa regione di formazione stellare.

### Nelle epoche precessionali

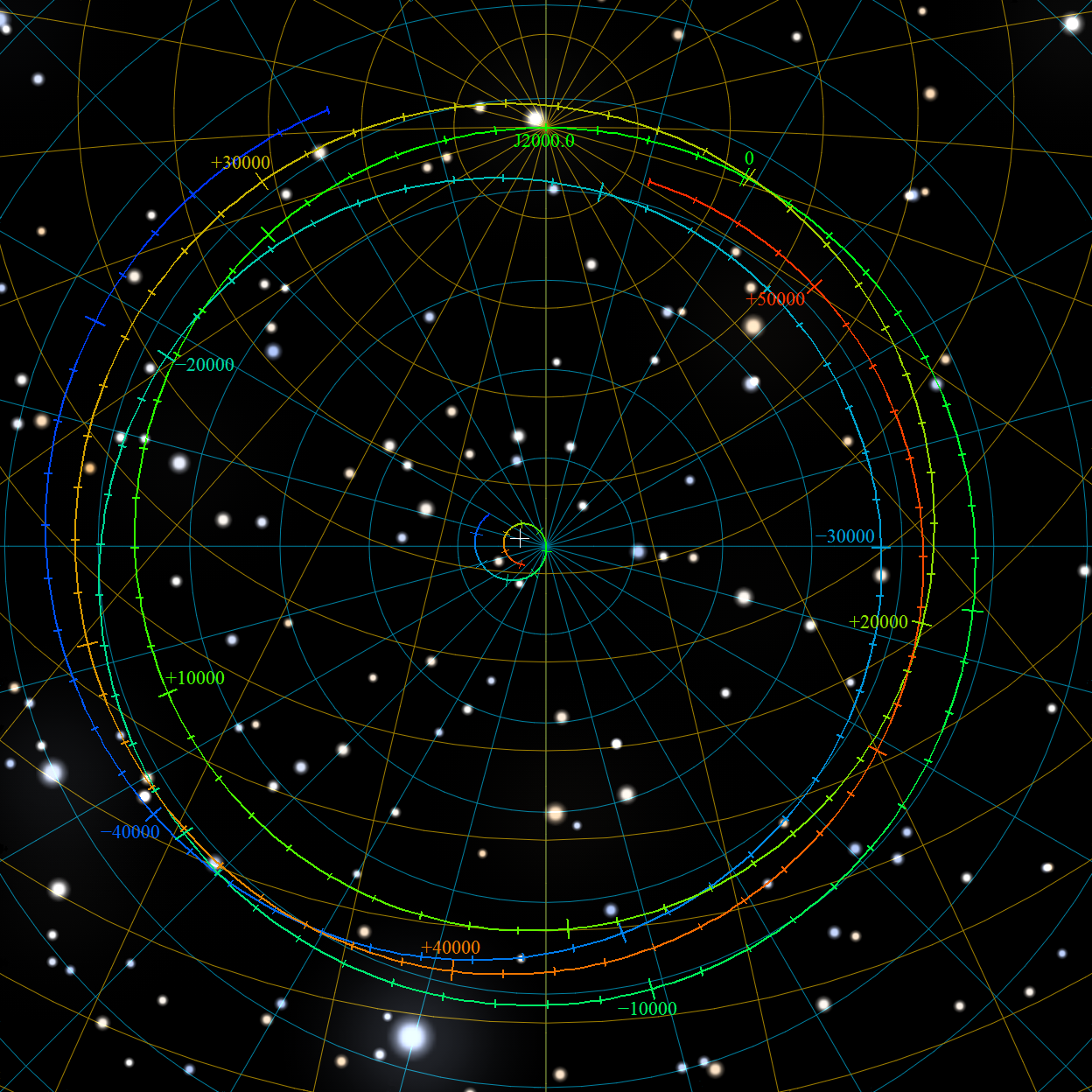
La proiezione del percorso di precessione del Polo Nord sul cielo fisso dell'epoca J2000.0 per l'intervallo di tempo da 48000 a.e.v. al 52000 a.e.c.. La stella luminosa in basso è Vega.

A causa del fenomeno conosciuto come precessione degli equinozi, le coordinate celesti di stelle e costellazioni possono variare sensibilmente, a seconda della loro distanza dal polo nord e sud dell'eclittica.
Il tratto di Via Lattea della costellazione di Cassiopea si trova attualmente a circa 0h di ascensione retta, che equivalgono al punto in cui l'eclittica interseca l'equatore celeste (equinozio); l'intersezione delle 18h con l'eclittica corrisponde al solstizio del 22 dicembre, quelle delle 6h col solstizio del 21 giugno.
In questa fase precessionale il complesso di Cassiopea tende ad assumere delle declinazioni sempre più settentrionali. Quando, fra circa 5000 anni, il complesso si troverà alle 6h di ascensione retta, raggiungerà il punto più settentrionale: in quell'occasione, si troverà, come si vede nell'immagine a lato, a pochi gradi dal polo nord celeste, poiché quest'ultimo si troverà in direzione della vicina costellazione di Cefeo.

## Ambiente galattico e linea di vista
Il tratto di Via Lattea in direzione di Cassiopea mostra evidentissime tracce di oscuramento causate da grandi nubi di polveri, specialmente nel lato più settentrionale; questo sistema di nubi è lo stesso visibile nell'adiacente costellazione di Cefeo, di cui rappresenta il naturale proseguimento verso est. Il sistema nebuloso più vicino a noi in questa direzione, nonché il principale responsabile dell'oscuramento, si trova a poco più di 900 anni luce e la sua estensione reale è di circa 260 anni luce. Questa struttura appare connessa con un altro complesso, appena più distante e più esteso, noto come Nube di Cefeo; al suo interno si trovano alcune sottostrutture, fra cui spicca un ben noto globulo di Bok che porta la sigla di catalogo Sh2-136 (in Cefeo): si tratta di un bozzolo oscuro evidente su uno sfondo debolmente nebuloso, delle dimensioni di circa 2 anni luce e al cui interno si trovano degli oggetti stellari giovani in formazione.

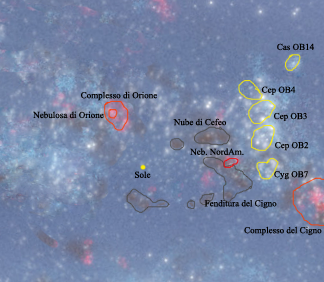
Mappa schematica della regione galattica fra il Sole e il complesso di Cefeo-Cassiopea.

La relazione di questi due oggetti con la Cintura di Gould, ossia la fascia di stelle giganti visibile da Perseo fino al gruppo di costellazioni meridionali facenti parte della Nave Argo, non è stata ancora accertata: sebbene la velocità radiale indichi una relazione con una superbolla in espansione connessa alla Cintura, la sua posizione, piuttosto distaccata rispetto al piano in cui la Cintura giace, farebbe pensare ad una struttura separata e indipendente da essa.
Oltre questo sistema di nubi oscuranti, si estende una regione meno ricca di complessi nebulosi, ma in cui si trova, a sud rispetto alla linea di vista di Cefeo, un'associazione OB piuttosto sparsa, nota come Lacerta OB1; a una distanza di 2600 anni luce (800 parsec) giace una delle nubi molecolari giganti più estese del nostro braccio di spirale: si tratta di una lunga cintura di polveri estesa per migliaia di anni luce in senso trasversale rispetto al braccio, formato dalla Fenditura del Cigno e dell'Aquila, che si connette con un'altra banda oscura, visibile in direzione di Cefeo, le cui propaggini si stirano fino a raggiungere Cassiopea.
Nel bordo più esterno del Braccio di Orione ricadono le aree del complesso di Cassiopea in senso stretto, dominate da un'associazione OB catalogata come Cassiopeia OB14; Gli ammassi aperti più notevoli presenti nella zona sono Cr 463 e ASCC 4, il primo ben osservabile anche con un telescopio amatoriale, mentre il secondo è molto più debole e disperso.
Al di là del Braccio di Orione si estende il Braccio di Perseo, uno dei bracci maggiori della Via Lattea; alcune delle più grandi nebulose, come il complesso Cuore e Anima, e associazioni stellari visibili in Cassiopea appartengono a questo braccio di spirale. In questa regione, ben distante dai complessi nebulosi del nostro braccio di spirale, si trovano alcune fra le associazioni OB più brillanti in assoluto dell'intera Galassia: si tratta di Cassiopeia OB1, Cassiopeia OB2, Cassiopeia OB4, Cassiopeia OB5, Cassiopeia OB7 e soprattutto Cassiopeia OB6.

## Struttura

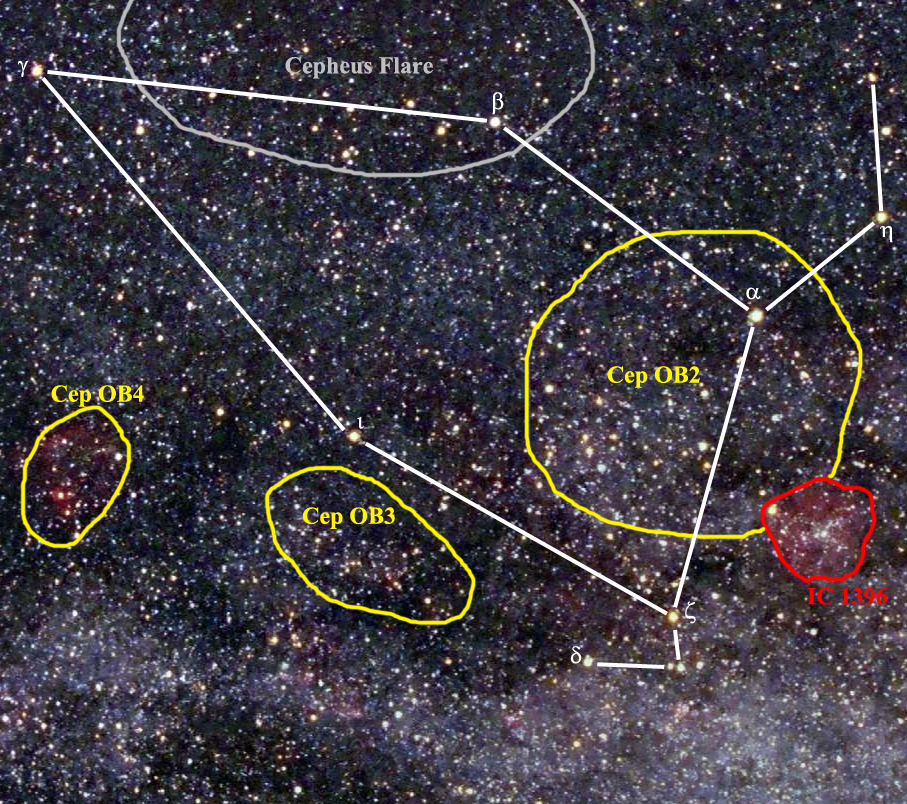
Immagine mappata della costellazione di Cefeo, con evidenziate le strutture del complesso; le informazioni sono tratte dalla pubblicazione Star Forming Regions in Cepheus. La conoscenza della struttura di questa regione è fondamentale per comprendere le sue propaggini estese verso Cassiopea.

La regione di Cassiopea non presenta una struttura uniforme: infatti le regioni H II visibili in questo settore di volta celeste sono poste, come già visto, a varie distanze; sul nostro braccio di spirale è possibile distinguere due aree principali: la più vicina, che è anche la più ridotta e oscura, alla distanza di 180-600 pc, e la regione retrostante, più ricca ed estesa, posta sul margine esterno del Braccio di Orione, distante 600-800 pc.
La regione cospicua più prossima a noi in questa direzione, se si escludono le piccole nubi entro un raggio di 200 parsec, è quella formata dalla naturale estensione del complesso di Cefeo. La locuzione Cepheus Flare (letteralmente il "Brillamento di Cefeo") fu coniata da Edwin Hubble per indicare l'area di cielo della parte centrale di Cefeo e settentrionale di Cassiopea priva di oggetti extragalattici, estesa dal piano galattico fino a delle regioni ad alte latitudini galattiche in cui il chiarore della Via Lattea ridiventa visibile, indicando dunque la presenza di una grande mole di polveri che oscura la nostra Galassia; la sua estensione è compresa fra i 100° e i 120° di longitudine galattica.
Uno studio sulla distribuzione dell'idrogeno neutro della regione ha rilevato la presenza, a circa 300-500 parsec (circa 1000-1600 anni luce) di due strutture di gas interstellare dinamicamente diverse poste a latitudini galattiche comprese fra +13° e +17°, che si muovono alla velocità di circa 1,5 km/s l'una rispetto all'altra; probabilmente si tratta di regioni in espansione o in collisione. Nella regione è stata inoltre scoperta una vasta area di continuum radio, chiamata poi Anello III (Loop III), centrata alle coordinate galattiche l=124±2°; b=+15±3° ed estesa per ben 65°, che potrebbe essere stata creata da una serie di esplosioni di supernovae; questa struttura a bolla in movimento indica inoltre che il mezzo interstellare è interessato da dinamiche energetiche vigorose: la vasta gamma di movimenti diversi riscontrati potrebbe essere un riflesso dell'azione di diverse onde d'urto.
Le regioni poste invece al di là del nostro braccio di spirale sono molto più estese e complesse, nonché molto meno note a causa della loro grande distanza (oltre 7000 anni luce) e dell'oscuramento di alcune delle sue aree; il braccio di spirale a cui appartengono, il Braccio di Perseo, è, assieme al Braccio Scudo-Croce, uno dei due bracci di spirale maggiori della Via Lattea. Le strutture più appariscenti sono di gran lunga le estese associazioni OB, il risultato di intensi fenomeni di formazione stellare ancora in atto, e la stella Ae/Be di Herbig MWC1080, uno degli astri di questa classe maggiormente noti e studiati. Il complesso più notevole di questo braccio in direzione di Cassiopea è quello delle Nebulose Cuore e Anima, note anche come W3/W4/W5, a cui sono legate due massicce e luminose associazioni OB: Cassiopeia OB6 e Perseus OB1.

## Regioni prossime al Sole

Immagine POSS2 (Palomar Observatory) in bianco e nero della nube LDN 1340, nella parte più settentrionale di Cassiopea.

Alla distanza di 180±20 parsec (590±65 anni luce) si trova LDN 1333, una piccola nube oscura con classe di opacità 6, le cui coordinate galattiche sono l=128,88° e b=+13,71°; la distanza è invece stata stimata alla fine degli anni novanta, quando venne anche mappata alla lunghezza d'onda del 13CO e del C18O. Secondo i dati derivati da questi studi, LDN 1333 sarebbe una nube oscura priva di stelle facente parte di una lunga struttura filamentosa di nubi, estesa per circa 30 parsec. Inoltre negli stessi ci si riferisce a questo complesso come ad una "nube molecolare": infatti sono state scoperte delle prove della presenza di fenomeni di formazione stellare in atto, prime fra tutte la presenza di alcune sorgenti di radiazione infrarossa, come IRAS 02086+7600, emesse da protostelle e coincidenti con stelle ad emissione Hα; un paragone fra queste sorgenti e quelle note all'interno di altri complessi vicini, come quello del Toro-Auriga e del Camaleonte, suggerisce che LDN 1333 sia il più piccolo fra i vari complessi nebulosi molecolari conosciuti in cui ha luogo la formazione di nuove stelle. Un'altra prova è data dalla presenza di alcune giovani stelle T Tauri nella regione fra LDN 1333 e le alte longitudini del Cepheus Flare, in un'area priva di nubi. Studiando le dinamiche e la distribuzione della materia interstellare di quest'area si è scoperto che il Cepheus Flare e la regione di Cassiopea formano una superbolla in espansione che racchiude un antico resto di supernova; assumendo per il suo centro un valore di distanza pari a 300 parsec, il raggio della bolla sarebbe di circa 50 parsec, con una velocità di espansione di 0,4 km/s. La massa totale della struttura è stimata in circa 720 M☉; la massa media delle tredici aree più concentrate della nebulosa è invece pari a 9 M☉.
Ad una distanza superiore, stimata sui circa 600 pc, si trova la nube nota come LDN 1340; si tratta di una nebulosa oscura di classe 5 sulla scala di opacità, illuminata in alcuni punti da alcune stelle di classe spettrale A e B. Al suo interno sono note alcune condensazioni, catalogate come RNO 7, 8 e 9, la cui esistenza è usualmente interpretata come una prova della recente presenza di fenomeni di formazione stellare; inoltre, osservando al C18O, è possibile suddividere la nube in tre regioni contraddistinte da una maggiore densità rispetto al mezzo interstellare circostante: LDN 1340 A, B e C. La massa totale della struttura è stimata sulle 1300 M☉. Secondo gli esiti di uno studio condotto nel 2002 nel vicino infrarosso alla ricerca di oggetti stellari giovani, nella nebulosa sono presenti una dozzina di oggetti HH: uno dei più studiati è HH 487, che si ritiene sia stato emesso dalla sorgente IRAS 02224+7227, coincidente con una stella T Tauri di classe M; altri oggetti ben conosciuti sono HH 488, che si origina da RNO7, e HH 489, generata dalla sorgente IRAS 02250+7230. Da RNO7 si originano anche HH 671 e HH 672.

## Regioni sul bordo esterno del Braccio di Orione
La prova che sul bordo esterno del Braccio di Orione, in direzione di Cassiopea, siano attivi dei fenomeni di formazione stellare, è data dalla presenza di un gran numero di oggetti stellari giovani circondati da bozzoli luminosi e connessi con dei getti di materia; queste formazioni sono tipiche delle prime fasi dell'evoluzione stellare. Gli oggetti più importanti di questo settore sono osservabili per la maggior parte nella banda dell'infrarosso.

### V633 Cassiopeiae e la nube vdB 1

La nebulosa vdB 1, visibile nei pressi della brillante stella. (Credit: CAST)

vdB 1 (nota anche come LDN 1265) è una nebulosa oscura situata alle coordinate RA=0h11m e DEC=+58°50'; la sua importanza è legata alla presenza di una stella di pre-sequenza principale nota come V633 Cassiopeiae (o HBC 3 o LkHα 198), identificata per la prima volta nel 1960. Il suo spettro è stato stimato come B3, B9 o A5 a seconda delle interpretazioni, la sua distanza è di 600 parsec (quasi 2000 anni luce) e la sua luminosità reale è di 160 L☉; mostra inoltre una forte attività cataclismica, con dei brillamenti (flare). Nel corso degli anni novanta è stata scoperta una compagna annidata in profondità nella nube, che sembra essere la principale responsabile della gran parte delle emissioni nel vicino infrarosso osservate nella regione; la separazione reale con la primaria sarebbe di circa 3300 UA e la sua luminosità sarebbe pari a circa 100 L☉.
All'interno della nube sono conosciuti diversi getti di materia, coincidenti con altrettanti oggetti HH: è il caso di HH 161, a sud-est di V633 Cas e legato alla sua compagna nascosta, HH 162, associato con la vicina V376 Cas, e HH 164, la cui sorgente è la stessa V633 Cas. A V633 Cas e alla compagna sarebbero connessi ulteriori tre getti, catalogati come HH 800, HH 801 e HH 802, con un potente getto visibile anche in luce ottica della lunghezza di ben 2 parsec (circa 7 anni luce).

### LDN 1287
LDN 1287 è una nube oscura dall'aspetto filamentoso, situata a circa 850 parsec (circa 2800 anni luce) dal sistema solare e che si estende lungo il piano galattico per circa 10 parsec (33 anni luce); è stata mappata a diverse lunghezze d'onda e la sua massa è stata stimata in uno studio condotto all'inizio degli anni novanta, quando si è ottenuto un valore di 240 M☉. Al suo interno sono presenti almeno quattro addensamenti separati e allineati col filamento nebuloso, più una sorgente di radiazione infrarossa catalogata come IRAS 00338+6312, originata da una protostella completamente avvolta da un denso bozzolo di gas e polveri; a questa sorgente è correlato un getto bipolare molecolare, con emissioni nella lunghezza d'onda dell'acqua e del metanolo. La nube ospita anche la giovane stella RNO1, di classe spettrale F5e; a breve distanza, appena 50", equivalenti a 0,2 parsec reali, si trova un secondo oggetto più debole denominato RNO1B, una variabile FU Orionis, in correlazione con un'altra stella dello stesso tipo, RNO1C, con la quale formerebbe un sistema binario; questa coppia sarebbe inoltre la sorgente direttrice del getto molecolare.
Oltre a queste, all'interno della nube sono note altre sei sorgenti di origine stellare, come pure un'ulteriore regione di addensamento nebuloso.

### LDN 1293

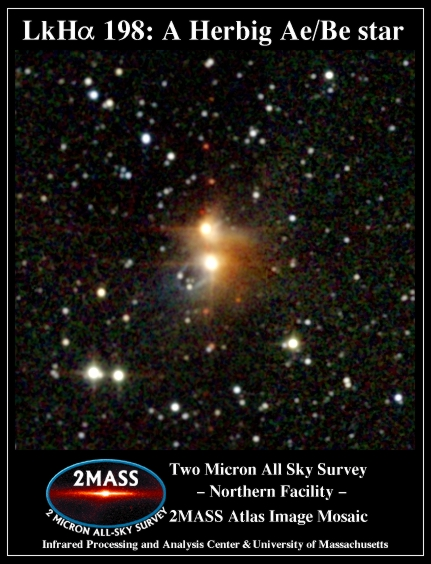
La regione oscura di LDN 1265 (vdB 1), illuminata in piccoli punti dalla luce di alcune stelle vicine; spicca V633 Cas.

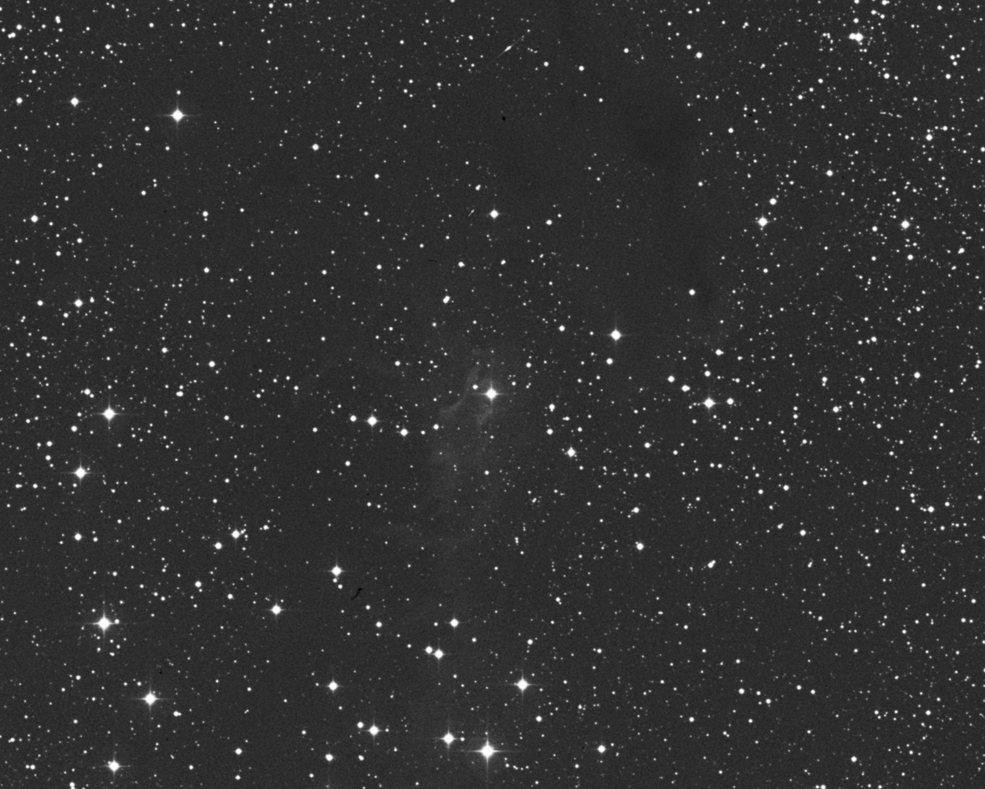
La regione oscura di V594 Cas.

LDN 1293 è una nube oscura di classe di opacità 4; contiene al suo interno due sorgenti di radiazione infrarossa, più una terza visibile nella sua direzione ma che probabilmente è un oggetto più remoto e indipendente. Le sue linee di emissione, vicine come caratteristiche e posizione a quelle dei dintorni di L 1287, suggeriscono che le due nubi sono parte di una stessa struttura molecolare allungata, associata con l'associazione stellare Cas OB14, posta alla distanza di circa 850 parsec.
L'estensione di LDN 1293 è pari a 9x5 parsec e la sua massa è stata stimata in circa 640 M☉; la più forte fra le sorgenti individuate qui è IRAS 00376+6248, che possiede un getto bipolare molecolare ed è avvolto da una regione nebulosa ad alta densità. La distribuzione spaziale e le dinamiche del mezzo interstellare della regione suggerisce l'esistenza di una grande bolla in espansione la cui zona centrale ha coordinate galattiche l=122° e b=+10°, posta alla distanza di 800 parsec e con un raggio di 100 parsec; la massa di idrogeno neutro che contiene è pari a 10.000 M☉. Secondo le osservazioni condotte nella regione, sia LDN 1287 che LDN 1293 si trovano sul bordo di questa bolla.

### LDN 1302
Al gruppo delle due nubi precedenti appartiene anche LDN 1302, un piccolo bozzolo oscuro che nasconde al suo interno diversi oggetti stellari giovani; fra questi spicca V594 Cassiopeiae (BD+61 154), di classe spettrale B8, più altre sette stelle con forti emissioni Hα, catalogate da LkHα 199 a LkHα 205. A breve distanza, sia fisica che reale, si trova un piccolo ammasso aperto noto come NGC 225; tuttavia, i legami fisici fra la nube e le sue stelle giovani e quest'ammasso sembrano essere solo apparenti, dato che le loro età sono notevolmente differenti: infatti NGC 225 si sarebbe formato circa 120 milioni di anni fa, mentre le stelle della nube, come V594 Cas, hanno un'età di pochi milioni di anni e in certi casi anche meno. Anche il loro moto proprio sembra essere differente. Uno studio posteriore ha però messo in dubbio questa conclusione, affermando che ben 15 delle 28 stelle membri principali mostrerebbero un eccesso di radiazione nel vicino infrarosso, che suggerisce che l'età dell'ammasso possa essere molto inferiore, dell'ordine di pochi milioni di anni e che possa quindi contenere anche delle stelle di pre-sequenza principale. Vi è invece una certa unanimità sulla distanza, stimata sui 650 parsec o di poco inferiore.

### Sh2-187

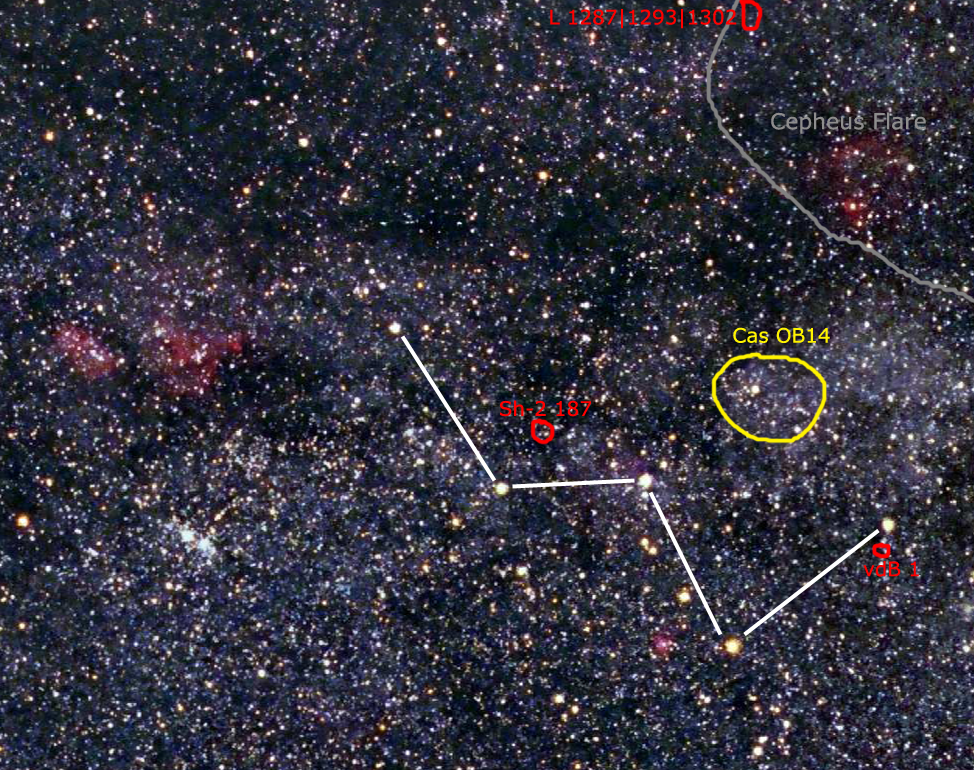
Immagine mappata della costellazione di Cassiopea, con evidenziate le strutture del complesso sul Braccio di Orione; le informazioni sono tratte dalla pubblicazione The space distribution and kinematics of supergiants.

Sh2-187 è una regione H II visibile anche in luce ottica, di dimensioni apparenti piuttosto contenute (diametro 0,9') e situata sul bordo più esterno del Braccio di Orione; visivamente sembra circondata dalla nebulosa oscura LDN 1317. La distanza è stata stimata tramite studi spettrofotometrici in circa 1440 parsec (4700 anni luce), tramite l'osservazione delle stelle eccitatrici dei gas di questa e di altre nubi circostanti; le sue coordinate sono RA=1h 23m e DEC=+61° 51', coincidenti con quelle della sorgente 2MASS J 01230704+6151527.
La nube appartiene a un grande complesso molecolare, individuato a metà degli anni ottanta e mappato da diversi studiosi, al cui centro si trova un getto molecolare ad alta velocità, originato da una sorgente di radiazione infrarossa catalogata come S 187 IRS, situata molto vicina ad un'altra forte sorgente, IRAS 01202+6133. Tramite queste mappature si è scoperto che la parte visibile della nube è circondata da un esteso involucro di idrogeno neutro, individuabile a lunghezze d'onda diverse da quella visibile, la cui massa totale può essere stimata in circa 7600 M☉.
Le evidenze della presenza di fenomeni di formazione stellare possono essere individuate nelle numerosissime sorgenti infrarosse scoperte nella nebulosa, come quelle appena citate compreso il getto molecolare; in particolare, una delle sorgenti più potenti è IRAS 01202+6133, inserita in profondità in un denso bozzolo luminoso ben individuabile agli infrarossi (S 187 IRS), la cui controparte in luce visibile è nota come S187Hα: si tratterebbe di una stella Ae/Be di Herbig.

### Cassiopeia OB14
Un'associazione OB è un'associazione stellare di recente formazione che contiene decine di stelle massicce di classe spettrale O e B, ossia blu e molto calde; si formano assieme nelle nubi molecolari giganti, il cui gas residuo, una volta che le stelle sono formate, viene spazzato via dal forte vento stellare. Entro pochi milioni di anni, gran parte delle stelle più luminose dell'associazione esplode come una supernova, mentre le stelle più piccole sopravvivono per molto più tempo, avendo una massa inferiore. Si crede che la gran parte delle stelle della nostra Galassia sia in origine appartenuta ad associazioni OB. Paradossalmente, si possono conoscere più facilmente le associazioni OB di altre galassie piuttosto che della nostra, a causa della presenza delle nubi oscure che mascherano la gran parte degli oggetti interni alla Via Lattea.
Nel dettaglio, Cassiopeia OB14 è definita da quattro stelle supergiganti estremamente luminose, situate nella medesima regione spaziale di LDN 1287 e LDN 1293; il suo valore di distanza, ottenuto facendo la media della distanza delle quattro stelle principali, è di circa 1100 parsec (3600 anni luce), dunque leggermente maggiore delle associazioni vicine, in particolare Cepheus OB4. Secondo alcuni studi condotti nei primi anni novanta, la reale connessione fisica fra Cas OB14 e LDN 1287 è provata dal fatto che il vento stellare delle quattro giganti, e in particolare di κ Cassiopeiae, la più brillante, sarebbe il principale responsabile dell'innesco della formazione stellare all'interno della nube. È stato anche ipotizzato che LDN 1287 e LDN 1293 siano parte di un sistema molecolare gigante di aspetto filamentoso, esteso da Cas OB14 a Cep OB4.

## Regioni sul Braccio di Perseo

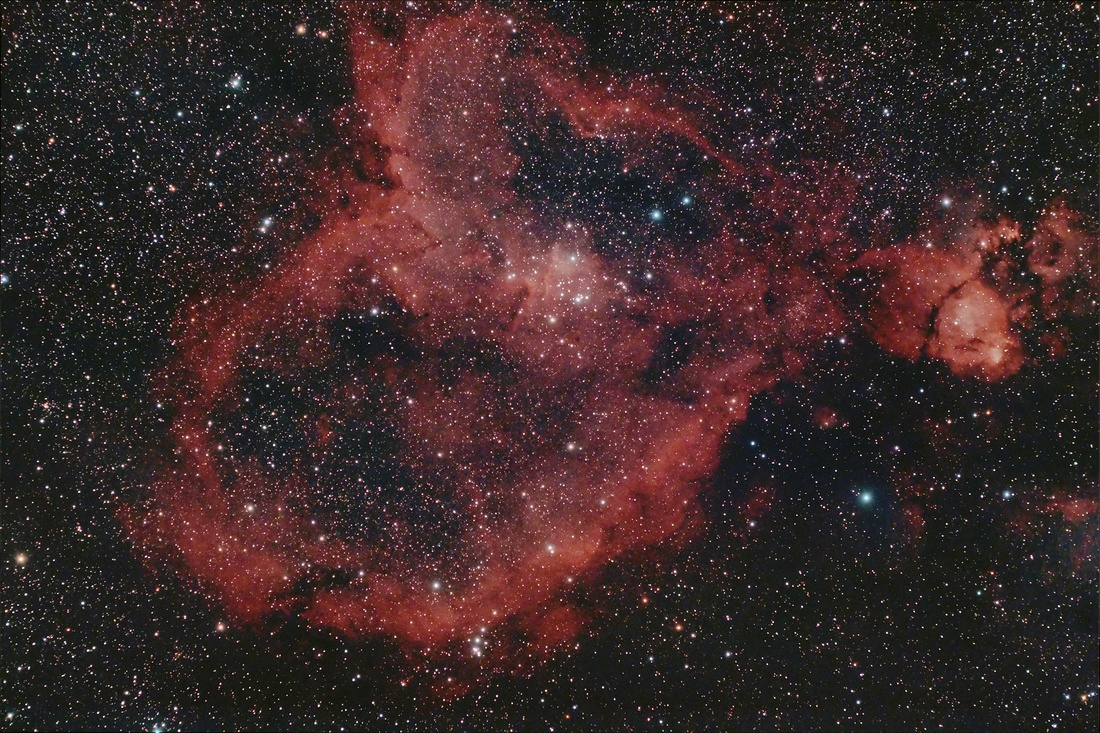
IC 1805, nota anche come Nebulosa Cuore, è una grande nube posta sul Braccio di Perseo in cui è attiva la formazione stellare.

Oltre il bordo esterno del Braccio di Orione si estende una vasta regione meno densa di stelle luminose e gas interstellari, una regione intermedia fra due bracci di spirale; oltre questo spazio, a circa 2100 parsec (6800 anni luce), si trova il Braccio di Perseo, uno dei due bracci di spirale maggiori della nostra Galassia. Molti oggetti astronomici non stellari osservabili fra le costellazioni di Cassiopea e l'Auriga appartengono in realtà a questo braccio maggiore, come M37 e il celebre Ammasso Doppio di Perseo. Nel dettaglio, in direzione di Cassiopea appartengono a questo braccio gli ammassi aperti NGC 457, NGC 663 e NGC 7789.
Il settore del Braccio di Perseo in direzione di Cassiopea presenta alcune grandi aree di formazione stellare e diverse associazioni OB composte da stelle molto luminose. Una struttura nebulosa molto studiata è LDN 1238, alla distanza di 2200-2500 parsec; questa nube è ben nota in ambito astronomico perché contiene una particolare stella di pre-sequenza principale nota come MWC 1080. Questa stella Ae/Be di Herbig, di classe spettrale B0 (una stella azzurra e molto calda), fa parte di un sistema multiplo, dove la primaria, che è a sua volta una binaria a eclisse, è separata da una compagna visibile all'infrarosso da 0,75"; possiede inoltre una forte emissione di raggi X (da cui deriva la denominazione Be del suo spettro) ed è circondata da un piccolo ammasso di sorgenti infrarosse racchiuse in un raggio di 0,7 parsec. MWC 1080 è associata ad un getto catalogato come HH 170, scoperto nel 1992; si estende ad est della stella e possiede una velocità radiale molto alta, che raggiunge un valore di 400 km/s sulla linea del flusso.
Una delle maggiori aree di formazione stellare del Braccio di Perseo visibili in direzione di Cassiopea è la regione delle nebulose Cuore e Anima, posta nel settore più orientale della costellazione sul confine con la Giraffa e Perseo; i complessi nebulosi in cui avviene la formazione di nuove stelle sono noti anche presso gli astronomi amatoriali come IC 1805 (Nebulosa Cuore) e IC 1848 (Nebulosa Anima). A questo grande complesso sono associati numerosi ammassi aperti ben noti, fra cui spicca il celebre Ammasso Doppio, e due grandi associazioni OB, note come Cassiopeia OB6 e Perseus OB1.

### Associazioni OB

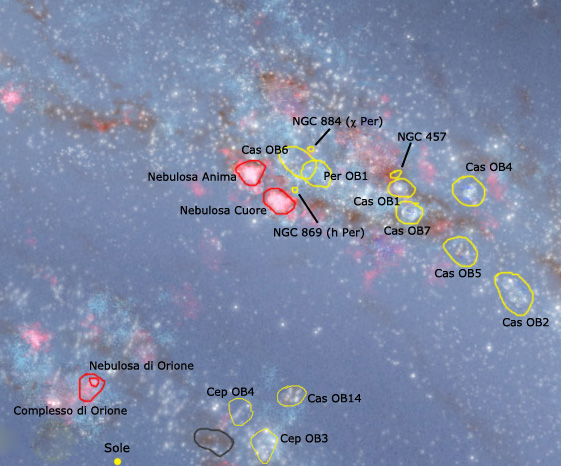
Mappa schematica che mostra la porzione galattica fra il Braccio di Orione e il Braccio di Perseo. Il Sole è in basso a sinistra.

Come prodotto diretto degli intensi fenomeni di formazione stellare che avvengono su larga scala nel Braccio di Perseo esiste una serie di associazioni OB, alcune delle quali molto estese e luminose. Il primo studio completo sulle stelle più brillanti appartenenti a queste associazioni poste a 2000 parsec di distanza è stato pubblicato nel 1978; negli anni successivi si è indagato sulle stelle membri delle associazioni, tramite il loro posizionamento sul diagramma HR. Le associazioni principali sono Cassiopeia OB1, Cassiopeia OB2, Cassiopeia OB5, Cassiopeia OB6, Cassiopeia OB7 e Cassiopeia OB8.

#### Cassiopeia OB1
Cassiopeia OB1 è una piccola associazione OB formata da quattro stelle giganti di classe B di magnitudine apparente comprese fra l'ottava e la nona, situate alle coordinate galattiche l=122–125° e b=-1– -3°; appare in interazione con alcune piccole aree nebulose. Si trova in direzione dell'ammasso aperto NGC 457, con cui condivide pure una certa similitudine nella distanza dalla Terra.

#### Cassiopeia OB2
Cassiopeia OB2 è situata in una regione molto densa del braccio di spirale a cui appartiene; contiene una ventina di giganti e supergiganti blu di classe B e due di classe O, più, probabilmente, alcune stelle di Wolf-Rayet molto giovani, ma non è ben chiaro se si tratti di una reale associazione oppure se le sue componenti sono poste a distanze diverse senza formare una vera e propria associazione. Le coordinate galattiche in cui si trova sono l=108–115° e b=-2,5–+2° (a cavallo dell'equatore galattico), sulla linea di vista di alcuni ammassi aperti come NGC 7510 e NGC 7654; attorno a Cas OB2 si estende un vasto complesso nebuloso, che comprende la nebulosa ad anello catalogata come Sh2-157 e un giovane ammasso aperto noto come Mrk 50 (Basel 3). La forma ad anello della nebulosa è causata dall'azione del vento stellare di diverse stelle giganti, mentre il settore meridionale appare eccitato dalla radiazione luminosa delle stelle di classe O. Fra i membri dell'associazione vi è una variabile Cefeide, catalogata come SU Cassiopeiae: si tratta di un astro noto per le sue pulsazioni particolari, che suggeriscono che non abbia attraversato la striscia di instabilità per la prima volta; ciò rende difficile studiare sia la sua evoluzione che la sua appartenenza alla stessa associazione. La metallicità delle componenti è relativamente simile a quella del Sole, in particolare due stelle (HD 17327b e HD 17443) note per la loro alta velocità di rotazione.

#### Cassiopeia OB5

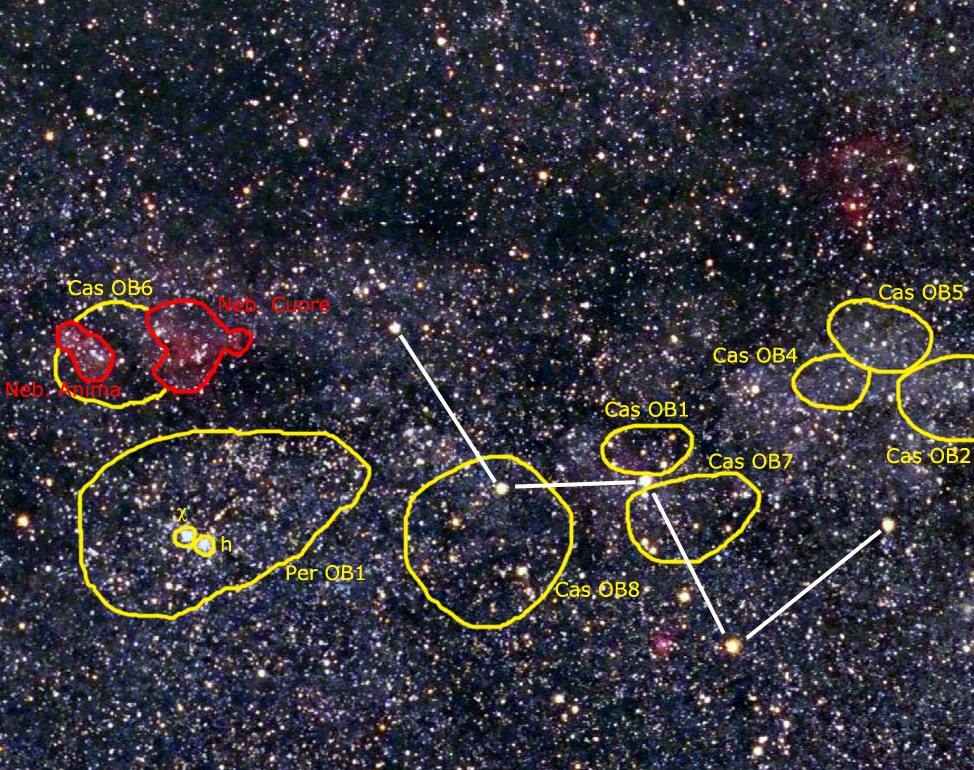
Immagine mappata della costellazione di Cassiopea, con evidenziate le strutture del complesso sul Braccio di Perseo; le informazioni sono tratte dalla pubblicazione The space distribution and kinematics of supergiants.

Cassiopeia OB5 è composta da una quarantina di stelle nel cuore del Braccio di Perseo; si trova alle coordinate equatoriali RA=0h e DEC=+63° e appare avvolta in un grande sistema nebuloso di cui fanno parte le nubi Sh2-172, Sh2-173 e Sh2-177. La distanza dell'associazione è stata stimata dalla gran parte degli studiosi sui 2200 parsec; tuttavia, in uno studio condotto nel 2007 questo complesso viene posto alla distanza di 3100 parsec circa. Fra le stelle principali ve n'è una al limite della visibilità ad occhio nudo, la 6 Cassiopeiae: si tratta di una stella supergigante di fase intermedia fra supergigante blu e gialla; la sua età è stimata sui 6,4 milioni di anni e la distanza sugli 8100 anni luce, pari a circa 2500 parsec. Uno studio incentrato sull'individuazione delle masse di idrogeno neutro a diverse lunghezze d'onda ha permesso di scoprire una vasta superbolla che racchiude interamente l'associazione OB: il suo raggio è stato stimato in 190 parsec e la velocità di espansione sarebbe di circa 2 km/s; si sospetta inoltre che una bolla così estesa non sia il frutto di una singola esplosione di supernova, la cui onda d'urto spazzi via il gas circostante, ma sia piuttosto il frutto dell'azione della somma del vento stellare proveniente dalle stelle dell'associazione stessa.

#### Cassiopeia OB6
Cassiopeia OB6 è una vasta e brillante associazione OB; si estende per alcune centinaia di anni luce e ingloba diversi oggetti, come le nebulose Cuore e Anima, gli ammassi aperti associati a IC 1805 e IC 1848, la nube IC 1795, Sh2-196 e Sh2-201 e il resto di supernova HB 3, un gigante involucro di gas e polveri. La connessione fra tutti questi oggetti fu ipotizzata per la prima volta negli anni cinquanta, quando venne teorizzata l'esistenza di un'associazione di stelle giovani e calde che eccitasse i gas della regione; le osservazioni di grandi gusci di idrogeno neutro in prossimità di queste stelle calde fece pensare a un'interazione fra le stelle e il mezzo interstellare locale. Cas OB6 appare anche in relazione con una delle più estese e brillanti associazioni OB della nostra Galassia, l'Associazione Perseus OB1, a cui appartengono anche le stelle dell'Ammasso Doppio.
La formazione delle stelle brillanti attualmente osservabili è iniziata nella regione di IC 1805 circa tre milioni di anni fa; l'età si è potuta calcolare tramite la distribuzione delle stesse stelle sul diagramma HR. Circa tre milioni di anni è anche il tempo di espansione dell'involucro gassoso W4, che possiede un raggio di 35 parsec, che avrebbe dunque un'età paragonabile all'associazione; la bolla HB3 sarebbe invece stata causata dall'esplosione di una supernova avvenuta all'interno della stessa Cas OB6, che è infatti molto più giovane e il suo effetto sulle nubi di idrogeno neutro circostanti è molto inferiore rispetto a W4.

#### Cassiopeia OB7

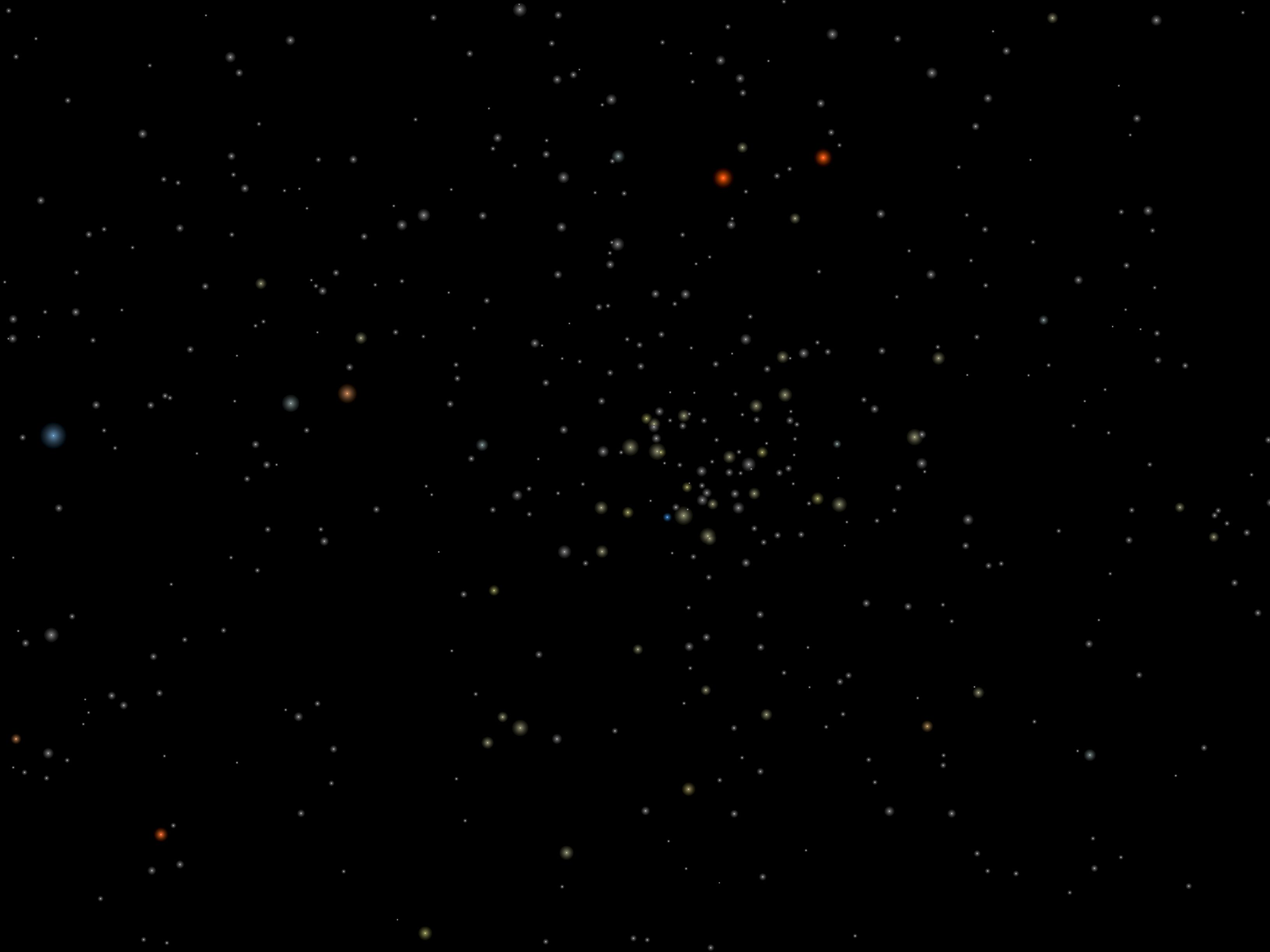
NGC 663, un ammasso aperto facente parte dell'associazione Cas OB8.

Cassiopeia OB7 è un'associazione molto estesa situata alle coordinate galattiche l=123° e b=+1°, sebbene, per le sue dimensioni, non sia particolarmente ricca di stelle di grande massa: conta infatti una trentina di stelle supergiganti di classe O e B; si tratta anche di un oggetto poco noto e studiato. L'associazione è situata sul bordo interno del Braccio di Perseo e l'intera regione in cui si trova è connessa con una superbolla in espansione, che il vento stellare di Cas OB7 sospinge verso il settore intermedio fra il suo braccio di appartenenza e il nostro. Si pensa che la distribuzione stellare di Cas OB7 sia stata disturbata da un'esplosione di supernova, che ha modificato la velocità radiale delle stelle più vicine ad essa, alcune delle quali, come HD 5689, sono sfuggite via dall'associazione. L'interazione del vento stellare con i gas del mezzo interstellare circostante potrebbe inoltre aver favorito l'avvento di una serie di fenomeni di formazione stellare sequenziali, come sarebbe testimoniato dalla presenza di alcuni oggetti stellari giovani e stelle T Tauri.

#### Cassiopeia OB8
Cassiopeia OB8 si estende in direzione del settore più centrale della costellazione di Cassiopea; con una distanza stimata sui 2600 parsec (8500 anni luce), viene a trovarsi nel Braccio di Perseo fra Cas OB1 e Per OB1. Diverse sue stelle membri sono ben osservabili anche con un piccolo binocolo e ingloba al suo interno alcuni fra gli ammassi aperti più famosi di Cassiopea, come M103, NGC 663, NGC 654 e NGC 659. Per Cas OB8 è stata stimata un'età di 20-25 milioni di anni, dunque maggiore di altre associazioni vicine; contiene una quindicina di stelle supergiganti estremamente luminose e calde, alcune delle quali sono incluse negli ammassi elencati in precedenza, che raggiungono la sesta e la settima magnitudine apparente.

### Testi generali
- (EN) Stephen James O'Meara, Deep Sky Companions: Hidden Treasures, Cambridge University Press, 2007, ISBN 0-521-83704-9.
- (EN) Robert Burnham, Jr, Burnham's Celestial Handbook:  Volume Two, New York, Dover Publications, Inc., 1978.
- (EN) Chaisson, McMillan, Astronomy Today, Englewood Cliffs, Prentice-Hall, Inc., 1993, ISBN 0-13-240085-5.
- (EN) Thomas T. Arny, Explorations:  An Introduction to Astronomy, 3 updatedª ed., Boston, McGraw-Hill, 2007, ISBN 0-07-321369-1.
- AA.VV, L'Universo - Grande enciclopedia dell'astronomia, Novara, De Agostini, 2002.
- J. Gribbin, Enciclopedia di astronomia e cosmologia, Milano, Garzanti, 2005, ISBN 88-11-50517-8.
- W. Owen, et al, Atlante illustrato dell'Universo, Milano, Il Viaggiatore, 2006, ISBN 88-365-3679-4.
- J. Lindstrom, Stelle, galassie e misteri cosmici, Trieste, Editoriale Scienza, 2006, ISBN 88-7307-326-3.

### Testi specifici

#### Sull'evoluzione stellare
- (EN) C. J. Lada, N. D. Kylafits, The Origin of Stars and Planetary Systems, Kluwer Academic Publishers, 1999, ISBN 0-7923-5909-7.
- A. De Blasi, Le stelle: nascita, evoluzione e morte, Bologna, CLUEB, 2002, ISBN 88-491-1832-5.
- C. Abbondi, Universo in evoluzione dalla nascita alla morte delle stelle, Sandit, 2007, ISBN 88-89150-32-7.
- M. Hack, Dove nascono le stelle. Dalla vita ai quark: un viaggio a ritroso alle origini dell'Universo, Milano, Sperling & Kupfer, 2004, ISBN 88-8274-912-6.

#### Sulle regioni di Cassiopea
- Mária Kun, Star Forming Regions in Cassiopeia (PDF), vol. 1, Handbook of Star Forming Regions, Volume I: The Northern Sky ASP Monograph Publications, Bo Reipurth, dicembre 2008,  p. 24, ISBN 978-1-58381-670-7.

### Carte celesti
- Tirion, Rappaport, Lovi, Uranometria 2000.0 - Volume I - The Northern Hemisphere to -6°, Richmond, Virginia, USA, Willmann-Bell, inc., 1987, ISBN 0-943396-14-X.
- Tirion, Sinnott, Sky Atlas 2000.0, 2ª ed., Cambridge, USA, Cambridge University Press, 1998, ISBN 0-933346-90-5.
- Tirion, The Cambridge Star Atlas 2000.0, 3ª ed., Cambridge, USA, Cambridge University Press, 2001, ISBN 0-521-80084-6.

### Pubblicazioni scientifiche
- (EN) Lynds, Beverly T., Catalogue of Dark Nebulae, in Astrophysical Journal Supplement, vol. 7, maggio 1962,  p. 1, DOI:10.1086/190072.
- (EN) Heiles, Carl, Observations of the Spatial Structre of Interstellar Hydrogen. I. High-Resolution Observations of a Small Region, in Astrophysical Journal Supplement, vol. 15, dicembre 1967,  p. 97, DOI:10.1086/190164.
- (EN) Humphreys, R. M., The space distribution and kinematics of supergiants, in Astronomical Journal, vol. 75, n. 602, giugno 1970, DOI:10.1086/110995.
- (EN) Humphreys, R. M.Studies of luminous stars in nearby galaxies. I. Supergiants and O stars in the Milky Way, in Astrophysical Journal, Supplement Series, vol. 38, dicembre 1978,  pp. 309-350, DOI:10.1086/190559.
- (EN) Braunsfurth, E., Neutral hydrogen in the CAS OB6 association, in Astronomy and Astrophysics, vol. 117, n. 2, gennaio 1983,  pp. 297-304.
- (EN) Canto, J.; Rodriguez, L. F.; Calvet, N.; Levreault, R. M., Stellar winds and molecular clouds - Herbig Be and AE type stars, in Astrophysical Journal, vol. 282, luglio 1984,  pp. 631-640, DOI:10.1086/162242.
- (EN) Strom, K. M.; Strom, S. E.; Wolff, S. C.; Morgan, J.; Wenz, M., Optical manifestations of mass outflows from young stars - At atlas of CCD images of Herbig-Haro objects, in Astrophysical Journal Supplement Series, vol. 62, settembre 1986,  pp. 39-80, DOI:10.1086/191133.
- (EN) Dame, T. M.; Ungerechts, H.; Cohen, R. S.; de Geus, E. J.; Grenier, I. A.; May, J.; Murphy, D. C.; Nyman, L.-A.; Thaddeus, P., A composite CO survey of the entire Milky Way, in Astrophysical Journal, vol. 332, novembre 1987,  pp. 706-720, DOI:10.1086/165766.
- (EN) Grenier, I. A.; Lebrun, F.; Arnaud, M.; Dame, T. M.; Thaddeus, P., CO observations of the Cepheus flare. I - Molecular clouds associated with a nearby bubble, in Astrophysical Journal, vol. 347, dicembre 1989,  pp. 231-239.
- (EN) Lattanzi, Mario G.; Massone, Giuseppe; Munari, Ulisse, Memberships and CM diagrams of young open clusters. I - NGC 225, in Astronomical Journal, vol. 102, luglio 1991,  pp. 177-199, DOI:10.1086/115865.
- (EN) Joncas, G.; Durand, D.; Roger, R. S., The Sharpless 187 gas complex - A multifrequency study, in Astrophysical Journal, vol. 387, marzo 1992,  pp. 591-611, DOI:10.1086/171109.
- (EN) Poetzel, R.; Mundt, R.; Ray, T. P., Herbig-Haro outflows associated with high-luminosity young stellar objects - AFGL 2591 and MWC 1080, in Astronomy and Astrophysics, vol. 262, 1992 agosto,  pp. 229-247.
- (EN) Garmany, C. D.; Stencel, R. E., Galactic OB associations in the northern Milky Way Galaxy. I - Longitudes 55 deg to 150 deg, in Astronomy and Astrophysics Supplement Series, vol. 94, n. 2, agosto 1992,  pp. 211-244.
- (EN) Kenyon, Scott J.; Hartmann, Lee; Gomez, Mercedes; Carr, John S.; Tokunaga, Alan, RNO 1B/1C - A double FU Orionis system, in Astronomical Journal, vol. 105, n. 4, aprile 1993,  pp. 1505-1510, DOI:10.1086/116529.
- (EN) Lagage, P. O.; Olofsson, G.; Cabrit, S.; Cesarsky, C. J.; Nordh, L.; Rodriguez Espinosa, J. M., A Deeply Embedded Companion to LkH alpha 198, in Astrophysical Journal Letters, vol. 417, novembre 1993,  pp. L79, DOI:10.1086/187099.
- (EN) Zavagno, A.; Deharveng, L.; Caplan, J., A new young stellar object in the S 187 complex: Photometry and spectroscopy, in Astronomy and Astrophysics, n. 2, gennaio 1994,  pp. 491-504.
- (EN) Kun, M.; Obayashi, A.; Sato, F.; Yonekura, Y.; Fukui, Y.; Balazs, L. G.; Abraham, P.; Szabados, L.; Kelemen, J., Study of L 1340: A star-forming cloud in Cassiopeia, in Astronomy and Astrophysics, vol. 292, n. 1, dicembre 1994,  pp. 249-260.
- (EN) Obayashi, Ayano; Kun, Mária; Sato, Fumio; Yonekura, Yoshinori; Fukui, Yasuo, Star formation in the L1333 molecular cloud in Cassiopeia, in Astronomical Journal, vol. 115, gennaio 1998,  p. 274, DOI:10.1086/300172.
- (EN) de Zeeuw, P. T.; Hoogerwerf, R.; de Bruijne, J. H. J.; Brown, A. G. A.; Blaauw, A., A HIPPARCOS Census of the Nearby OB Associations, in The Astronomical Journal, vol. 117, n. 1, gennaio 1999,  pp. 354-399, DOI:10.1086/300682.
- (EN) Murdin, P., M103, in Encyclopedia of Astronomy and Astrophysics, Edited by Paul Murdin, article 6103. Bristol: Institute of Physics Publishing, novembre 2000, DOI:10.1888/0333750888/6103.
- (EN) Usenko, I. A.; Kovtyukh, V. V.; Klochkova, V. G.; Panchuk, V. E.; Yermakov, S. V., Spectroscopic investigations of classical Cepheids and main-sequence stars in galactic open clusters and associations. I. Association Cas OB2 and the small-amplitude Cepheid SU Cassiopeae, in Astronomy and Astrophysics, vol. 367, marzo 2001,  pp. 831-839, DOI:10.1051/0004-6361:20000531.
- (EN) Nanda Kumar, M. S.; Anandarao, B. G.; Yu, Ka Chun, Ongoing Star Formation Activity in the L1340 Dark Cloud, in The Astronomical Journal, vol. 123, n. 5, maggio 2002,  pp. 2583-2589, DOI:10.1086/339966.
- (EN) Cazzolato, F.; Pineault, S., Cas OB7 and its Surrounding ISM, in Seeing Through the Dust: The Detection of HI and the Exploration of the ISM in Galaxies, ASP Conference Proceedings, vol. 276, dicembre 2002,  p. 312, ISBN 1-58381-118-4.
- (EN) Moór, A.; Kiss, Cs., Multiwavelength Study of the Cas OB5 Supershell, in Communications of the Konkoly Observatory, Hungary Proceedings of the conference: 'The interaction of stars with their environment II.', held at the Eötvös Loránd University, Budapest, Hungary, gennaio 2003,  pp. 149-152.
- (EN) Cazzolato, François; Pineault, Serge, Large-Scale Structure and Dynamics of Cassiopeia OB7, in The Astronomical Journal, vol. 125, n. 4, aprile 2003,  pp. 2050-2063, DOI:10.1086/368242.
- (EN) Dobashi, Kazuhito; Uehara, Hayato; Kandori, Ryo; Sakurai, Tohko; Kaiden, Masahiro; Umemoto, Tomofumi; Sato, Fumio, Atlas and Catalog of Dark Clouds Based on Digitized Sky Survey I, in Publications of the Astronomical Society of Japan, vol. 57, SP1, febbraio 2005,  pp. S1-S368.
- (EN) Olano, C. A.; Meschin, P. I.; Niemela, V. S., The interstellar medium in the Upper Cepheus-Cassiopeia region, in Monthly Notices of the Royal Astronomical Society, vol. 369, n. 2, giugno 2006,  pp. 867-874, DOI:10.1111/j.1365-2966.2006.10343.x.
- (EN) Russeil, D.; Adami, C.; Georgelin, Y. M., Revised distances of Northern HII regions, in Astronomy and Astrophysics, vol. 470, n. 1, luglio 2007,  pp. 161-171, DOI:10.1051/0004-6361:20066051.
- (EN) Megeath, S. T.; Townsley, L. K.; Oey, M. S.; Tieftrunk, A. R., Low and High Mass Star Formation in the W3, W4, and W5 Regions (PDF), vol. 1, Handbook of Star Forming Regions, Volume I: The Northern Sky ASP Monograph Publications, Bo Reipurth, dicembre 2008,  p. 24, ISBN 978-1-58381-670-7.

### Argomenti generali
- Cassiopea (costellazione)
- Nebulosa
- Nebulose nella cultura popolare

### Argomenti specifici
- Braccio di Orione
- Complesso nebuloso molecolare di Cefeo
- Complesso nebuloso molecolare di Orione, un sistema di nebulosità simile al precedente ma in scala ridotta
- Oggetti non stellari nella costellazione di Cassiopea
- Regione di formazione stellare delle nebulose Cuore e Anima

### Fenomeni correlati
- Associazione OB
- Formazione stellare
- Nube molecolare gigante
- Regione H I
- Regione H II
- Superbolla